# Friedrich Alexander von Roëll
Friedrich Alexander von Roëll (* 1676 in Dolberg; † 13. Dezember 1745 bei Meißen) war ein preußischer Generalleutnant und Chef des Dragonerregiments Nr. 7.

## Leben

### Herkunft
Die Familie stammt vermutlich aus dem Elsass und kam von dort in die Grafschaft Mark. Seine Eltern waren der Erbherr auf Dolberg Johann Jakob von Roëll († 21. Februar 1682) und dessen Ehefrau Marie, geborene von dem Brink aus dem Haus Nierhoven. Der Generalmajor Christoph Moritz von Roëll (1713–1797) war nach Priesdorff sein Sohn, nach Steinen aber sein Neffe. Der niederländische Theologe Hermann Alexander Roëll (1653–1718) hingegen soll sein Onkel gewesen sein.

### Militärkarriere
1695 trat Roëll als einfacher Reiter in preußische Dienste, kam in das Dragonerregiment „von Ansbach“ und kämpfte gegen die Türken in Ungarn. 1700 wurde er Korporal. Während des Spanischen Erbfolgekrieges kämpfte Roëll in den Schlachten von Oudenaarde und Malplaquet. Er wurde 1703 Wachtmeister im Dragonerregiment „Sonsfeld“, am 24. Januar 1704 Kornett sowie am 19. Dezember 1707 Leutnant. Aber am 6. Juni 1714 wurde er Rittmeister im Kürassierregiment „Lottum“. Roëll stieg weiter auf, wurde am 24. November 1721 Major und am 25. Mai 1725 Oberstleutnant. Am 19. Juni 1736 erhielt er das Kommando über das Regiment. In der Folge wurde er am 4. Januar 1738 zum Oberst, am 23. April 1743 zum Generalmajor und am 15. Juli 1745 zum Generalleutnant befördert.
Während des ersten Schlesischen Krieges kämpfte Roëll in der Schlacht bei Chotusitz. Dort fiel der Generalmajor Ernst Ferdinand von Werdeck, und er erhielt daraufhin im Mai 1742 dessen Stelle als Regimentschef. Im Zweiten Schlesischen Krieg fiel Roëll bei den Kämpfen um Meißen am 13. Dezember 1745. In einem Hohlweg war die Kolonne ins Stocken gekommen, feindliche Ulanen griffen die Kolonne an, dabei fiel der General.

### Familie
Roëll war zwei Mal verheiratet. Seine erste Frau war Sophie Margarethe von Holwede. Seine zweite Frau wurde Eleonore Sophie von Welchhausen aus dem Hause Saltze. Aus den Ehen gingen folgende Kinder hervor:
- Georg Ernst († 28. März 1728), preußischer Junker im Regiment „Graf Lottum“ zu Pferde
- Friedrich Albrecht († 12. August 1759), gefallen als Major im Kürassierregiment „von Horn“ bei Kunersdorf
- Christiane Amalie Ernestine († August 1785), ⚭ Gustav Albrecht von Schlabrendorf (1703–1765), preußischer General
- Friedrich Wilhelm († 22. November 1757), gefallen als Premierleutnant im Infanterieregiment „von Schultze“ in der Schlacht bei Breslau
- George Siegmund Friedrich († 1769 Gröben), Zögling an der Ritterakademie Brandenburg, zeitweise im Regiment Anhalt, zuletzt Kapitän[4]

Nach dem Tod des Generalleutnants erhielt die Witwe eine Pension von 200 Talern vom König Friedrich II.